# Čajniče
Čajniče (v srbské cyrilici Чајниче) jsou město ve východní části Bosny a Hercegoviny, v Republice srbské, nedaleko od hranice s Černou Horou. Řadí se k menším sídlům; v roce 1991 mělo 3 152 obyvatel.
Čajniče (název obce pochází z perštiny a znamená Dobrá Voda) se rozkládají v hornaté oblasti tzv. Podriní, v blízkosti silničního tahu Goražde – Priboj. Poprvé byla jejich existence zmíněna v roce 1477, jako jednoho z měst tzv. Hercegovinského sandžaku. K rozvoji města přispívala těžba železa a obchodní karavany, které Čajniče spojovaly jak s Dubrovníkem, tak i Istanbulem.
Čajniče jsou střediskem stejnojmenné opštiny, do které spadá několik desítek okolních vesnic. Spolu s nimi mělo město v roce 1991 8 956 obyvatel.